# Ampeleía
Ampeleía (Ampeleia) är en ort i Grekland.   Den ligger i prefekturen Nomós Ioannínon och regionen Epirus, i den centrala delen av landet, 300 km nordväst om huvudstaden Aten. Ampeleía ligger 511 meter över havet och antalet invånare är 339.
Terrängen runt Ampeleía är kuperad åt nordost, men åt sydväst är den bergig. Runt Ampeleía är det ganska tätbefolkat, med 100 invånare per kvadratkilometer. Närmaste större samhälle är Ioánnina, 11,0 km norr om Ampeleía. Trakten runt Ampeleía består till största delen av jordbruksmark.